# Giuliana Rivera
Giuliana Rivera (Milano, 1928 – Milano, 20 luglio 2022) è stata un'attrice e doppiatrice italiana, caratterista in oltre 40 film tra il 1948 e il 2003.

## Biografia
Diplomata all'Accademia dei filodrammatici di Milano, recitò in teatro, cinema e televisione.
Il suo esordio cinematografico avvenne alla fine degli anni '40. L'attrice partecipò ad oltre quaranta film fino al 2003.
Prestò la sua voce per il doppiaggio di alcune telenovelas.

## Filmografia

### Cinema
- L'ultima cena, regia di Luigi Giachino (1948) (non accreditata)
- Gente così, regia di Fernando Cerchio (1949)
- Giudicatemi, regia di Giorgio Cristallini (1949)
- Cenerentola, regia di Fernando Cerchio (1949)
- Non cantare, baciami!, regia di Giorgio Simonelli (1957)
- L'inferno addosso, regia di Gianni Vernuccio (1959)
- Pippo, Briciola e Nuvola Bianca, regia di Angio Zane (1960)
- Scano Boa, regia di Renato Dall'Ara (1961)
- Brigliadoro, regia di Angio Zane (1962)
- Whisky a mezzogiorno, regia di Oscar De Fina (1962)
- L'assassino si chiama Pompeo, regia di Marino Girolami (1962)
- Il medico delle donne, regia di Marino Girolami (1962)
- La vita agra, regia di Carlo Lizzani (1964)
- Avventure a cavallo, regia di Angio Zane (1967)
- L'immensità, regia di Oscar De Fina (1967)
- Oh dolci baci e languide carezze, regia di Mino Guerrini (1970)
- La piazza vuota, regia di Giuseppe Recchia (1971)
- Torino nera, regia di Carlo Lizzani (1972)
- La morte accarezza a mezzanotte, regia di Luciano Ercoli (1972)
- Bisturi - La mafia bianca, regia di Luigi Zampa (1973)
- Bruna, formosa, cerca superdotato, regia di Alberto Cardone (1973)
- Il giudice e la minorenne, regia di Franco Nucci (1974)
- Storie di vita e malavita, regia di Carlo Lizzani (1975)
- La polizia ha le mani legate, regia di Luciano Ercoli (1975)
- Un prete scomodo, regia di Pino Tosini (1975)
- Italia a mano armata, regia di Marino Girolami (1976)
- Una donna di seconda mano, regia di Pino Tosini (1977)
- Delitti, amore e gelosia, regia di Max Bunker (1982)
- Dolce assenza, regia di Claudio Sestieri (1986)

### Televisione
- Lo sbaglio di essere vivo, regia di Alberto Gagliardelli  - trasmesso il 16/03/1956
- Spirito allegro, regia di Sandro Bolchi (1961) – film TV
- Scherzoso ma non troppo regia di Gilberto Tofano (1964) – film TV
- La filibusta, regia di Giuseppe Recchia (1969) – serie TV
- Processi a porte aperte, episodio Il medico delle vecchie signore regia di Lyda C. Ripandelli (1968)
- Quel negozio di Piazza Navona (1969) – miniserie TV
- Vivere insieme, regia di Domenico Campana (1970) – serie TV
- 10° marito, episodio di K2 + 1, regia di Luciano Emmer (1971) - serie TV
- All'ultimo minuto, regia di Ruggero Deodato (1971) – serie TV
- E.S.P., regia di Daniele D'Anza (1974) – miniserie TV
- No, No, Nanette, regia di Vito Molinari (1974) - musical TV[4]
- Quello della porta accanto, regia di Stefano De Stefani (1975) – miniserie TV
- La riva di Charleston, regia di Giovanni Roccardi (1978) – miniserie TV
- Felicità... dove sei (1985) - telenovela
- Cuore di mamma, regia di Gioia Benelli (1988) – film TV
- Chicchignola, regia di Maurizio Scaparro (1988)[5]
- Carrusel de las Américas , regia di Raquel Parot (1992) – serie TV
- Un angelo per i piccoli diavoli, regia di Juan Fernando Pérez Gavilán (1993) - film TV
- L'avvocato episodio La strega cattiva, regia di Massimo Donati (2003) – serie TV

## Teatro
- LI-MA-TONG Nuvoletta rosa di Orio Vergani, con Nino Besozzi - Teatro Olimpia, Milano (1955)
- Il teatro delle novità IV stagione - Teatro Sant' Erasmo e Teatro Lirico, Milano (1962-1963)
- Farfalla... farfalla, regia di Maner Lualdi, con Paola Borboni, Virginio Gazzolo, Giuliana Rivera - Teatro Sant' Erasmo, Milano (1967)

## Doppiaggio
- Alice Ghostley in Addams Family Reunion (Granny)
- Janet League in Sentieri (Sharina Tamerlane)
- Charita Bauer in Sentieri (Bert Bauer, voce temp.)
- Audrey Peters in Sentieri (Sarah O'Neal Shayne, voce temp.)
- Elizabeth Harrower in Febbre d'amore (Charlotte Ramsey)
- Caitlin McCarthy in Watch Over Me (Caroline Krieger)
- Lydia Lamayson in Celeste 2 (Cora), Zingara (Hilda), Per Elisa (Josephine Quintana Pacheco)
- Maria Bosco in Un volto, due donne (Maria), Rubi (Giustina)
- Martha Ofelia Galindo in Il dono della vita (Gilda)
- Yvon D'Liz in Guadalupe (1994) (Margherita)
- Griselda Nogueras in Maddalena (Fulvia)
- Nelly Fontan in Maria (Tota, 1ª ediz.)